# Andrzej Bosowski
Andrzej Bosowski (ur. 25 czerwca 1949 we Wrocławiu) – polski biblista, ksiądz rzymskokatolicki.
24 czerwca 1973 roku został wyświęcony na kapłana. W 1982 roku ukończył studia w Akademii Teologii Katolickiej, gdzie doktoryzował się w 1988 roku. Temat jego rozprawy doktorskiej brzmiał Nauka Chrystusa o dobrach materialnych w interpretacji pierwotnej gminy chrześcijańskiej. Członek Stowarzyszenia Biblistów Polskich. Jeden z prefektów nieistniejącego już Liceum Pod Wezwaniem Św. Augustyna w Warszawie (LIII LO Stowarzyszenia "PAX" pw. Św. Augustyna).

## Publikacje
- Po drugiej stronie smutku (Michalineum, 1987)
- Ten, którego nie znacie (1998)
- Nieznanemu Bogu: opowieść o Szawle z Tarsu (1998)
- Tragedia Masady: między legendą a prawdą (1999)
- Jordania: kraina Starego i Nowego Testamentu (2001)
- Cezarea prokuratorów: od Augusta do Nerona (2002)
- Dzieje monarchii biblijnego Izraela (2005)